# إدوارد كينيدي (كاتب)
إدوارد كينيدي (بالإنجليزية: Edward Kennedy)‏ هو كاتب أمريكي، ولد في 1905، وتوفي في 1963 بسبب حادث مرور.